# Upekkhā
Upekkhā (Pali; Sanskrit Upekṣā, „Gleichmut“) ist ein zentraler Begriff der buddhistischen Geistesschulung. Upekkhā ist sowohl Teil der Vier Unermesslichen (Brahmavihara), als auch der Sieben Erleuchtungsglieder (Bojjhanga).
Zum Bedeutungsspektrum dieses Begriffs gehören auch Gelassenheit, Nicht-Anhaften, Nicht-Unterscheiden, Loslassen. Gleichmut soll die „Weisheit der Gleichheit“ zum Ausdruck bringen, das heißt die Fähigkeit, alle Menschen als gleich zu betrachten und keine Unterschiede zwischen sich selbst und anderen zu machen. Der Geisteszustand des Gleichmuts hat also zur Voraussetzung, die dualistische Unterscheidung zwischen sich selbst und anderen zu unterlassen.
Upekkhā gilt als edle und karmisch heilsame Erscheinung in den Daseinsgruppen (Khandha), in der (Unter-)Gruppe der Geistesformationen (sankhāra-kkhandha) und hat die heilsame Kraft, die Fünf Hindernisse (Nīvarana) zu überwinden, insbesondere seinen direkten Feind, die Unruhe und Aufgeregtheit, die durch Gier und Unwillen entsteht; aber auch den indirekten oder nahen Feind, die dem Gleichmut täuschend ähnlich scheinende Geisteshaltung der Gleichgültigkeit. Durch Gleichmut wird die vierte und höchste Vertiefung (Jhāna) erreicht, die Grundlage zur Erreichung der Höheren Geisteskräfte und damit der Weg zur Arahatschaft. 